# Eingetragene Partnerschaft (Österreich)
Die Eingetragene Partnerschaft (EP) ist im Bundesgesetz der Republik Österreich Eingetragene Partnerschaft-Gesetz (EPG) geregelt. Diese regelt die Rechte und Pflichten von Paaren, die in Österreich eine Zivilpartnerschaft eingehen, sowie die Eintragung dieser Partnerschaft und eine allfällige Auflösung. Die EP galt zunächst nur für gleichgeschlechtliche Paare, seit 2019 ist sie für Paare beliebigen Geschlechts offen.
Das Gesetz lehnt sich zwar inhaltlich stark am österreichischen Eherecht an, enthält jedoch zugleich zahlreiche politisch motivierte Unterschiede zur traditionellen Ehe. Es wurde von der Koalitionsregierung aus SPÖ und ÖVP (Kabinett Faymann I) im Ende 2009 im Parlament beschlossen und trat per 2010 in Kraft. Der Verfassungsgerichtshof hob die unterschiedliche Regelung für gleich- und verschiedengeschlechtliche Paare mit der Entscheidung am 4. Dezember 2017 aufgrund des Diskriminierungsverbots auf, die Änderung trat am 1. Jänner 2019 in Kraft.
Der Anteil der eingetragenen Partnerschaften in Österreich liegt in den letzten Jahren mit etwa 400 bis 500 EPs pro Jahr relativ konstant bei etwa 1 % der Eheschließungen.

## Geschichtliche Entwicklung der eingetragenen Partnerschaft
Im Juni 2004 wurde der Zivilpakt (Zip) als Zivilpartnerschaftsmodell der Grünen zur Gleichstellung von lesbischen und schwulen Partnerschaften mit der Ehe im Sinne der Lebensformenpolitik der Öffentlichkeit vorgestellt. Gleichzeitig brachten die Grünen dazu auch einen Entschließungsantrag im Parlament ein.
Als Eingetragene Partnerschaft wird im Besonderen der von der SPÖ vorgelegte Gesetzesentwurf bezeichnet, der SPÖ-Entwurf unterschied sich auch nur wenig vom grünen Entwurf. In der politischen Diskussion in Österreich wurde dann über einen Gesetzesentwurf für ein Lebenspartnerschaftsgesetz des Justizministeriums unter Bundesministerin Maria Berger (SPÖ) gesprochen. Die Regierungskoalition zwischen SPÖ und ÖVP richtete dazu eine Arbeitsgruppe eine, in der neben Vertretern der Ministerien auch alle österreichischen Homosexuellenorganisationen (u. a. HOSI Wien, HOSI Linz) eingeladen waren. Am 24. April 2008 schickte das Justizministerium einen Gesetzesentwurf in die Begutachtung, der nur den im Bereich des Justizministeriums angesiedelten Bereich des Zivilrechts umfasst. Alle anderen Bereiche, wie Fremdenrecht, Steuerrecht, Erbrecht, Sozialversicherungsrecht usw. waren dabei nicht umfasst. Seitens der Bewegungsorganisationen wurde der Gesetzesentwurf daher in dieser Form größtenteils abgelehnt. Durch die Auflösung des Parlaments im Zuge der Neuwahlen am 10. Juli 2008 ist der Gesetzesentwurf hinfällig geworden.
Nach einem Gespräch von Innenministerin Maria Fekter und einer vierköpfigen Delegation des Rechtskomitees LAMBDA am 17. Februar 2009 gab die Innenministerin bekannt, dass das Partnerschaftsgesetz im kommenden Herbst beschlossen werde. Im November 2009 einigte sich die Regierungskoalition im Ministerrat darauf, ab 2010 eingetragene Partnerschaften zu erlauben; lesbische und schwule Paare dürfen sich aber weiterhin nicht auf dem Standesamt trauen lassen. Im Steuerrecht, bei Renten- und Pensionsansprüchen wurden sie heterosexuellen Paaren gleichgestellt, auch wurde auch die Möglichkeit geschaffen, einen gemeinsamen Namen zu tragen. Der gemeinsame Name unterscheidet sich jedoch vom gemeinsamen Namen in der Ehe. Der gemeinsame Name sollte nicht mehr als „Familienname“ geführt werden, sondern als „Nachname“. Doppelnamen sollten, sofern nicht bereits bei Dokumenten-Einreichung dezidiert um die Schreibweise mit „-“ angesucht wird, im Gegensatz zum Namensrecht in der Ehe ohne Bindestrich geschrieben werden.
Das Eingetragene Partnerschaft-Gesetz (EPG) wurde vom Nationalrat in Wien am 10. Dezember 2009 mit den Stimmen der Regierungsparteien SPÖ und ÖVP sowie einzelner Abgeordneter der Grünen und des BZÖ beschlossen und vom Bundesrat – der österreichischen Länderkammer – am 18. Dezember 2009 bestätigt. Das EPG passierte am 18. Dezember 2009 auch den Bundesrat und trat nach der Veröffentlichung im Bundesgesetzblatt (BGBl. I 135/2009 vom 30. Dezember 2009) planmäßig am 1. Jänner 2010 in Kraft.
Die ersten EP-Eintragungen in Österreich fanden daher am erstmöglichen Werktag statt: Am Montag 4. Jänner 2010 ließen sich in Wien vier Paare eintragen. Die ersten medienöffentlichen Eintragungen folgten am 7. Jänner 2010 in Graz (Steiermark) und Villach (Kärnten).

## Umfasste Rechtsbereiche des EPG

### Rechtsbereiche
In weiten Teilen ist das EPG an das österreichische Eherecht angelehnt, insbesondere im materiellen Teil, der die Rechte und Pflichten regelt, sodass zeitgleich auch Änderungen in rund 77 Einzelgesetzen beschlossen wurden. Das EPG umfasst daher weitgehend folgende Rechtsbereiche analog zum Eherecht:
- Die wechselseitigen Pflichten und Rechte des Paares zueinander einschließlich Unterhaltspflicht
- Scheidungsrecht (ausgenommen die sechsjährige Scheidungsfrist bei Härtefällen)
- Erbrecht
- Wohn- und Mietrecht
- Steuer- und Abgabenrecht
- Recht der Arbeiter und Angestellten sowie der öffentlich Bediensteten
- Gewerberecht
- Sozialversicherungsrecht einschließlich des Pensionsrechts
- Auch das Fremden- und Aufenthaltsrecht (Niederlassungs- und Aufenthaltsgesetz – NAG, Asylgesetz – AsylG sowie Staatsbürgerschaftsgesetz – StbG)
- Zahlreiche weitere Bereiche im Detail wie beispielsweise die Regelungen für Grundwehrdiener, Zivildiener, Entwicklungshelfer, Ärzte, Notare, Rechtsanwälte, Wirtschaftstreuhänder oder Ziviltechniker

### Gesetzestechnik
Die angewandte Gesetzestechnik ist keine „Generalklausel“ (mit einem generellen Verweis auf das Eherecht samt gezielter Ausnahmen), sondern arbeitet mit einer komplizierten Mischung folgender Gesetzestechniken:
- Dynamische Einzelverweise auf einzelne Bestimmungen des Zivilrechtes bzw. auch anderer Rechtsmaterien;
- Teils wortgetreue Nachbildungen bereits bestehender eherechtlicher Bestimmungen für Eingetragene Partner, an manchen Stellen mit gravierenden Unterschieden im Detail;
- Sowie zahlreiche Ergänzungen bestehender Gesetzesbestimmungen für Ehepartner durch Beifügung der Worte „Eingetragene Partnerschaft“ bzw. „Eingetragene Partner“" nach den bereits bestehenden Worten „Ehe“ oder „Ehepartner“, auch dies an manchen Stellen mit gravierenden Einschränkungen im Detail.

Es empfiehlt sich daher jedenfalls, bei Detailfragen zu den konkreten Rechtswirkungen einer EP für die jeweilige Partnerschaft (insbesondere betreffend „Ehevertrag“ sowie bei Spezialfällen wie Regenbogenfamilien oder Auslandsbezügen) den fachkundigen Rat einer Beratungseinrichtung oder eines Rechtsanwaltes einzuholen.

### Zugehörige Novellen von Gesetzen, Verordnungen usw.
Ebenfalls gemeinsam mit dem EPG beschlossen wurde eine Änderung des Ziviltechnikkammergesetzes (BGBl. I Nr. 136/2009), auf die in der ursprünglichen Regierungsvorlage vom 17. November 2009 offensichtlich vergessen wurde.
Für die Ermöglichung erster Eintragungen ab 4. Jänner 2010 wurden vom zuständigen Innenministerium am erstmöglichen Tag, dem 1. Jänner 2010, noch rasch drei Verordnungen erlassen: Die Änderung der Personenstandsverordnung (BGBl. II Nr. 1/2010), welche den Ablauf der Eintragung und die zugehörigen Formulare regelt sowie eine Novelle der Namensänderungsverordnung (BGBl. II Nr. 2/2010) und der Staatsbürgerschaftsverordnung (BGBl. II Nr. 3/2010).
Weitere Anpassungen von Vorschriften werden wohl noch folgen, etwa die noch ausständige Anpassung der Bundesverwaltungsabgabenverordnung betreffend einiger Gebühren zur Eintragung.

## Unterschiede zum Eherecht (Rechtslage bis Jänner 2013)
Das Gesetz weicht aus politischen Gründen (Bedingungen der kleineren Regierungspartei ÖVP für ihre Zustimmung zum EPG) in bedeutenden Punkten auch bewusst vom Eherecht ab, insbesondere:
- Eintragung: Schließung nicht am Standesamt, sondern vor Bezirksverwaltungsbehörden (Bezirkshauptmannschaft oder Magistrat), nur in den Amtsräumen der Behörde ohne die bei Eheschließungen vorgesehenen Trauzeugen;
- Namensrecht: Lesben und Schwule erhalten durch die EP einen Nachnamen statt des bisherigen Familiennamens. Dafür kann auch ein gemeinsamer „Nach“Name mit der Eintragung beantragt werden (im Gegensatz zur Ehe nicht im Nachhinein, ein Gesetzesprüfungsverfahren durch den VfGH läuft jedoch[12]), der andere Partner (der dadurch seinen Nachnamen verliert) kann dann diesem gemeinsamen Namen seinen bisherigen Namen voran- oder nachstellen, seit 11. November 2011 wie gewohnt mit Bindestrich dazwischen.
- Regenbogenfamilien: Es bestehen zahlreiche Diskriminierungen von lesbischen und schwulen Paaren mit Kindern. Neben dem Verbot der künstlichen Befruchtung und der Fremdkindadoption betrifft diese vor allem die Rechte und Pflichten gegenüber den Stiefkindern (also den Kindern des Partners), insbesondere in Fragen der Pflegefreistellung, der Familienhospiz/Sterbekarenz, des Vertretungsrechtes in Obsorgeangelegenheiten sowie das absolute Verbot einer Stiefkindadoption.

Im gesamten österreichischen Bundesrecht sind mit Dezember 2011 – ohne Anspruch auf Vollständigkeit – sechzig Themenpunkte bekannt, die sich gegenüber der Ehe unterscheiden. Davon sind fünf Punkte eine Verschlechterung bzw. ein Rückschritt gegenüber den Regelungen von unverheirateten Lebensgefährten, die vollständig gleichgestellt sind. (Explizites Verbot von Stiefkindadoption und medizinisch unterstützter Fortpflanzung sowie drei Themenbereiche mit erschwerter Arbeitsreduktion oder -freistellung für die Betreuung von Stiefkindern). Die Reisegebührenverordnung für öffentlich Bedienstete wurde vom Gesetzgeber mit Wirkung vom 1. Jänner 2011 angepasst. Die Auslegung, dass die Bildung eines Doppelnamens ohne Bindestrich zu erfolgen hat (da er in § 2 Abs. 1 Z. 7a NÄG nicht extra erwähnt wird, im Gegensatz zum für die Ehe gültigen § 93 ABGB) wurde vom Verfassungsgerichtshofs als diskriminierend erkannt und seit 11. November 2011 ist wie gewohnt ein Bindestrich zu verwenden.
Im Jänner 2013 hat der Verfassungsgerichtshof in Wien entschieden, dass verschiedene Unterschiede zur Ehe im bestehenden Gesetz verfassungswidrig sind. Seitdem sind beispielsweise Trauzeugen erlaubt.

## Regionale Umsetzung der Eintragung
Die Unterschiede bei der Eintragung können zumindest in den 15 österreichischen Statutarstädten (Städte mit eigenem Statut wie Wien, Linz, Salzburg usw.), bei entsprechendem politischen Willen der jeweiligen Stadtregierung, teilweise umgangen werden, da in solchen Städten mit einem Magistrat das Standesamt und die Bezirksverwaltungsbehörde de facto zusammenfallen. Einige österreichische Statutarstädte gehen hier bewusst einen liberalen Weg in der regionalen Umsetzung:
- Für die Gemeinde Wien hat die zuständige Stadträtin Sandra Frauenberger bereits am 21. Dezember 2009 offiziell das „Wiener Verpartnerungspaket“ präsentiert, in dessen Rahmen auf Landesebene von der zuständigen Magistratsabteilung (MA35) alle Möglichkeiten des EP-Gesetzes ausgeschöpft werden, um eine möglichst eheähnliche Eintragung in den Trauungssälen aller Wiener Standesämtern (oder auch im Wiener Rathaus) und eine entsprechende Zeremonie zu ermöglichen.[18]
- Salzburg hatte ähnliche Schritte wie Wien vorläufig angekündigt. Linz, Wels und St. Pölten ermöglichen ebenfalls Eintragungen mit Zeremonie.

Andere Städte und Bezirkshauptmannschaften haben im Gegensatz dazu bereits eine besonders konservative Umsetzung der Eintragung einer EP angekündigt (ohne Zeremonie und bewusst nicht an jenen Orten, die für Trauungen genützt werden), allen voran Graz unter Bürgermeister Siegfried Nagl sowie die Bezirkshauptmannschaften Vorarlberg unter Landeshauptmann Herbert Sausgruber.
Die ersten EP-Eintragungen in Österreich fanden am Montag 4. Jänner 2010 (dem frühestmöglichen Werktag) erstmals in Wien am Magistratischen Bezirksamt für den fünften Bezirk (MBA5) statt, wo an diesem Tag gleich vier Eingetragene Partnerschaften geschlossen wurden. In der Steiermark wurde die erste Eingetragene Partnerschaft am 7. Jänner 2010 in Graz geschlossen, es war dies zugleich die erste medienöffentliche Begründung einer EP in Österreich.
Am Nachmittag desselben Tages folgte in Villach die erste EP-Eintragung in Kärnten, auch diese war medienöffentlich.
Die erste EP-Eintragung in Salzburg fand fernab der Öffentlichkeit am 8. Jänner 2010 statt.
In Oberösterreich fand die erste Eintragung (aber ohne Zeremonie) am 20. Jänner 2010 in Wels sowie die erste Eintragung mit Zeremonie am Standesamt des Linzer Rathauses am 23. Jänner 2010 statt.